# Sunds Sogn
Sunds Sogn er et sogn i Herning Nordre Provsti (Viborg Stift).
I 1800-tallet var Sunds Sogn et selvstændigt pastorat undtagen i 1821-28, hvor det var anneks til Gjellerup Sogn. Begge sogne hørte til Hammerum Herred i Ringkøbing Amt. Sunds sognekommune blev ved kommunalreformen i 1970 indlemmet i Herning Kommune.
I Sunds Sogn ligger Sunds Kirke. Ilskov Kirke blev i 1898 opført som filialkirke til Sunds Kirke, og Ilskov blev et kirkedistrikt i Sunds Sogn. Ilskov Kirkedistrikt blev i 1933 udskilt som det selvstændige Ilskov Sogn.
I sognet findes følgende autoriserede stednavne:
- Bording Gårde (bebyggelse, ejerlav)
- Gudum Kær (areal)
- Linå (bebyggelse, ejerlav)
- Malmkær Bæk (vandareal)
- Nørremark (bebyggelse)
- Røjen (bebyggelse, ejerlav),
- Røjen Kær (areal)
- Skinderholm (bebyggelse, ejerlav)
- Sunds (bebyggelse, ejerlav)
- Sunds Nørreå (vandareal)
- Sunds Sø (vandareal)
- Sønderos (bebyggelse, ejerlav)
- Torup (bebyggelse, ejerlav)
- Tværmose (bebyggelse, ejerlav)
- Vester Holingholt (bebyggelse, ejerlav)
- Øster Holingholt (bebyggelse, ejerlav)
- Østermark (bebyggelse)